# Neocathartes
Neocathartes is een monotypisch geslacht van uitgestorven seriema-achtige vogels die voorkwamen van het Vroeg-Eoceen tot het Vroeg-Mioceen. Het geslacht werd aan de hand van fossiele vondsten uit de Washakie-formatie in Wyoming in 1944 door Alexander Wetmore beschreven en Eocathartes gedoopt. Die naam was echter al in gebruik voor een ander geslacht van fossiele vogels, gevonden in Duitsland en in 1950 corrigeerde Wetmore de naam in Neocathartes. De naam Eocathartes was gekozen omdat Wetmore meende met een gierachtige (Cathartidae) te maken te hebben. In 1985 werd het geslacht door Storrs Olson echter in de familie Bathornithidae geplaatst. Hij meende zelfs dat de enige soort, Neocathartes grallator, in het geslacht Bathornis thuishoorde.

## Leefwijze
Deze 45 centimeter hoge slanke roofvogel was een vertegenwoordiger van de Bathornithidae, een groep loopvogels. Het dier had wel vleugels maar vloog niet. De vogel verschalkte zijn prooien door op karakteristieke wijze, net zoals de verwante schrikvogels, achter zijn prooien aan te rennen om deze dan met zijn lange, geklauwde poten en scherpe haaksnavel te doden. Zijn prooien bestonden hoofdzakelijk uit kleine reptielen en knaagdieren.

## Vondsten
Fossielen werden gevonden in de Willwood-formatie uit het Vroeg-Eoceen en de Washakie-formatie uit het Laat-Eoceen van Wyoming.